# Darío Osorio
Darío Esteban Osorio Osorio (* 24. Januar 2004 in Hijuelas) ist ein chilenischer Fußballspieler. Der Mittelfeldspieler steht aktuell beim FC Midtjylland unter Vertrag.

## Karriere

### Im Verein
Bereits in jungen Jahren wurde Osorio als Talent erkannt. So spielte er im Alter von 8 Jahren in einer Jugendmannschaft der Santiago Wanderers unter Héctor Robles, war dort aber unzufrieden und spielte daher nach kurzer Zeit lieber für seinen Heimatverein Deportivo Magallanes de Hijuelas zurück. 2015 wechselte er schließlich in die Jugendabteilung vom CF Universidad de Chile, nachdem er von Rubén Farfán, zum damaligen Zeitpunkt Spieler des Vereins, empfohlen und bei einem Probetraining in El Melón entdeckt worden war. Beim CF Universidad de Chile durchlief Osorio schließlich die weiteren Jugendmannschaften. Bereits 2021 durfte er an Trainings der 1. Mannschaft teilnehmen, zur Saison 2022 wurde er fester Bestandteil der Mannschaft. So gab er schließlich am 21. Februar 2022 bei der 2:3-Niederlage gegen Ñublense sein Debüt, bei dem er in der 59. Spielminute für Pablo Aránguiz eingewechselt wurde. Auch in den folgenden Spielen kam er regelmäßig zum Einsatz. Beim 2:0-Sieg gegen Unión Española konnte er schließlich, nachdem er in der 81. Spielminute für Cristian Palacios eingewechselt worden war, in der 3. Minute der Nachspielzeit sein erstes Tor in der Liga erzielen. In der ersten Saisonhälfte kam er regelmäßig zum Einsatz, auch mehrfach in der Startformation.
2023 wagte er den Sprung nach Europa und ging nach Dänemark zu FC Midtjylland.

### In der Nationalmannschaft
Osorio durchlief die chilenischen Nachwuchsnationalmannschaften und wurde regelmäßig in den Kader der U-17- und U-20-Nationalmannschaft berufen. Am 1. Juni 2022 wurde er von Nationaltrainer Eduardo Berizzo erstmals in den Kader der chilenischen Nationalmannschaft für deren Reise nach Asien, unter anderem zur Teilnahme am Kirin-Cup, berufen. Sein Debüt in der Nationalmannschaft gab er schließlich am 10. Juni 2022, als er bei der 0:2-Niederlage gegen Tunesien in der 83. Spielminute für Joaquín Montecinos eingewechselt wurde. Auch beim folgenden Spiel gegen Ghana wurde er kurz vor Spielende eingewechselt.

## Erfolge und Auszeichnungen
FC Midtjylland
- Dänischer Meister: 2024